# Englebert (pneumatique)
Englebert est une compagnie de manufacture de pneumatiques belge fondée par Oscar Englebert (1837-1913) et Adélaïde Coudère (1829-1918) à Liège en 1877.
Les pneumatiques Englebert ont notamment pris part à 66 Grands Prix de Formule 1 de 1950 à 1958 et remporté douze victoires, toutes acquises avec la Scuderia Ferrari.

## Histoire

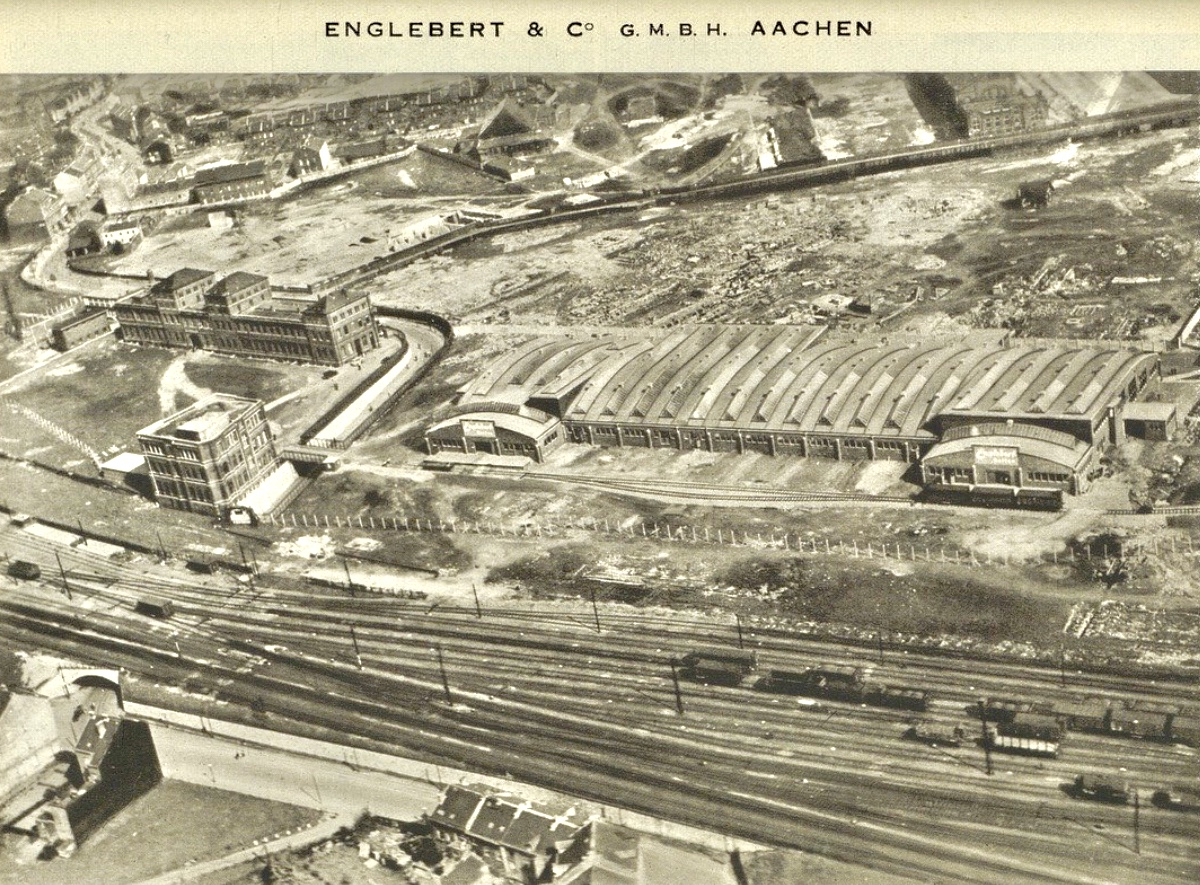
Englebert Aix-la-Chapelle (1931)

Englebert est fondée par Oscar Englebert à Liège en 1877. 
En 1898, Oscar Englebert, jusqu'alors négociant en produits caoutchoutés, crée une usine de pneumatiques en Belgique et une seconde bien plus tard en 1929 à Aix-la-Chapelle, en Allemagne. En 1931, la Société du Pneu Englebert est fondée.
Après le rachat d'une usine de pneumatique à Clairoix en France en 1936 et des accords de partenariat avec l'américain US Rubber Overseas en 1956, la société change en 1966 de dénomination sociale pour devenir Uniroyal Englebert et intègre en 1979 le groupe de manufacture de pneumatiques Continental AG, qui en était actionnaire depuis 1892.

## Sport automobile
La société entre dans la compétition avant les années 1930 avec les courses de voiture de sport et de tourisme. En avril 1928, Englebert établit, au Maroc, le record du monde de vitesse sur route sur un circuit de 715 km avec une Bugatti Type 35 2,3 litres pilotée par Edouard Meyer. 
Dans les années 1950, Englebert est une des meilleures marques de pneumatiques de course. Les meilleures équipes de Formule 1 de l'époque, tels Ferrari, Lancia et Maserati en équipent leurs monoplaces.
Englebert débute en Formule 1 au Grand Prix de Monaco 1950 avec l'écurie française Simca-Gordini et ses pilotes Robert Manzon et Maurice Trintignant. Après les décès d'Alfonso de Portago aux Mille Miglia 1957 et Stuart Lewis-Evans au Grand Prix du Maroc 1958, Englebert se retire de la compétition automobile.
Les pneumatiques Englebert ont pris part à soixante-six Grands Prix de Formule 1 de 1950 à 1958 et remporté douze victoires, toutes avec la Scuderia Ferrari.

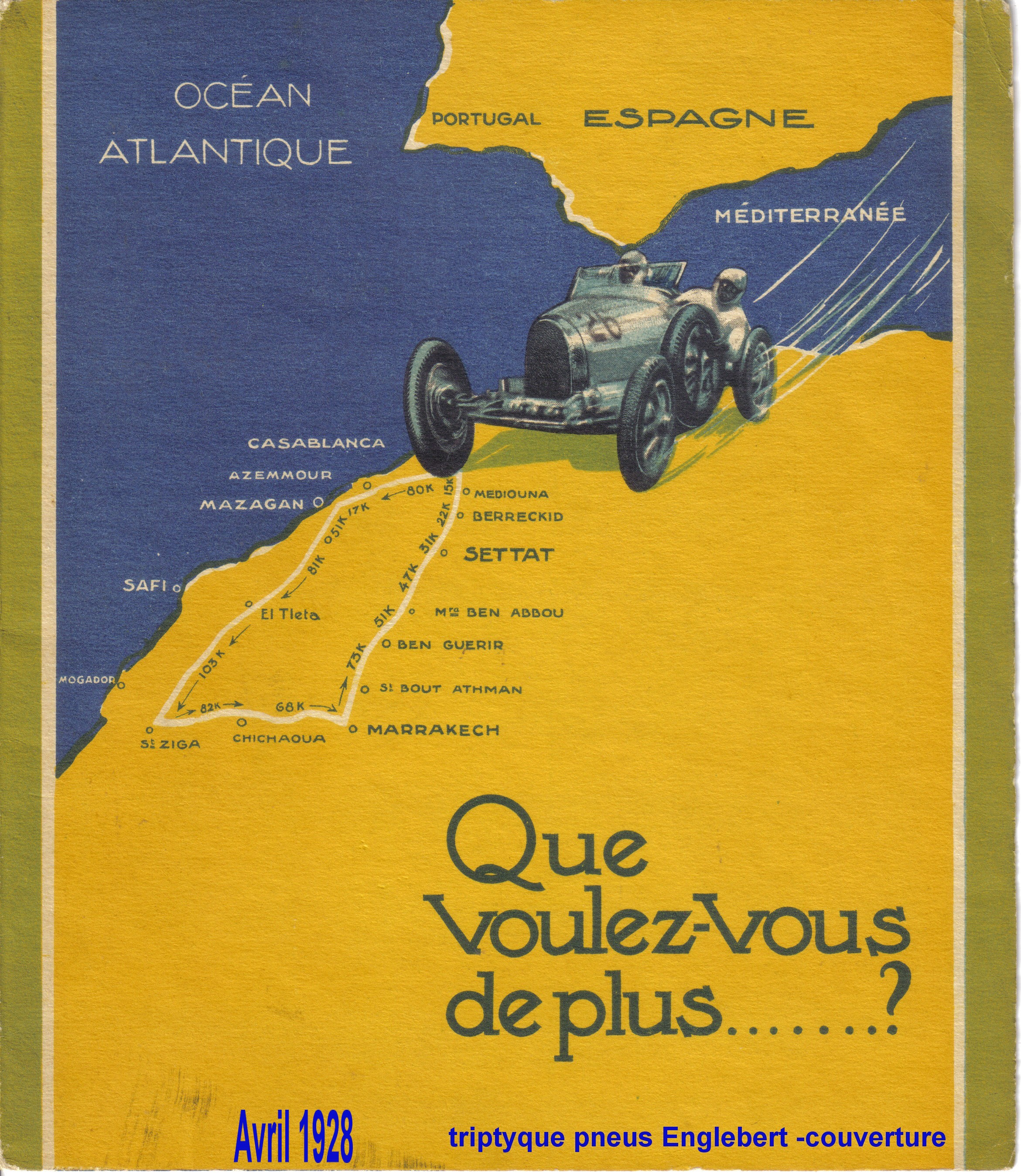
Edouard Meyer Record du monde Triptyque Englebert 1
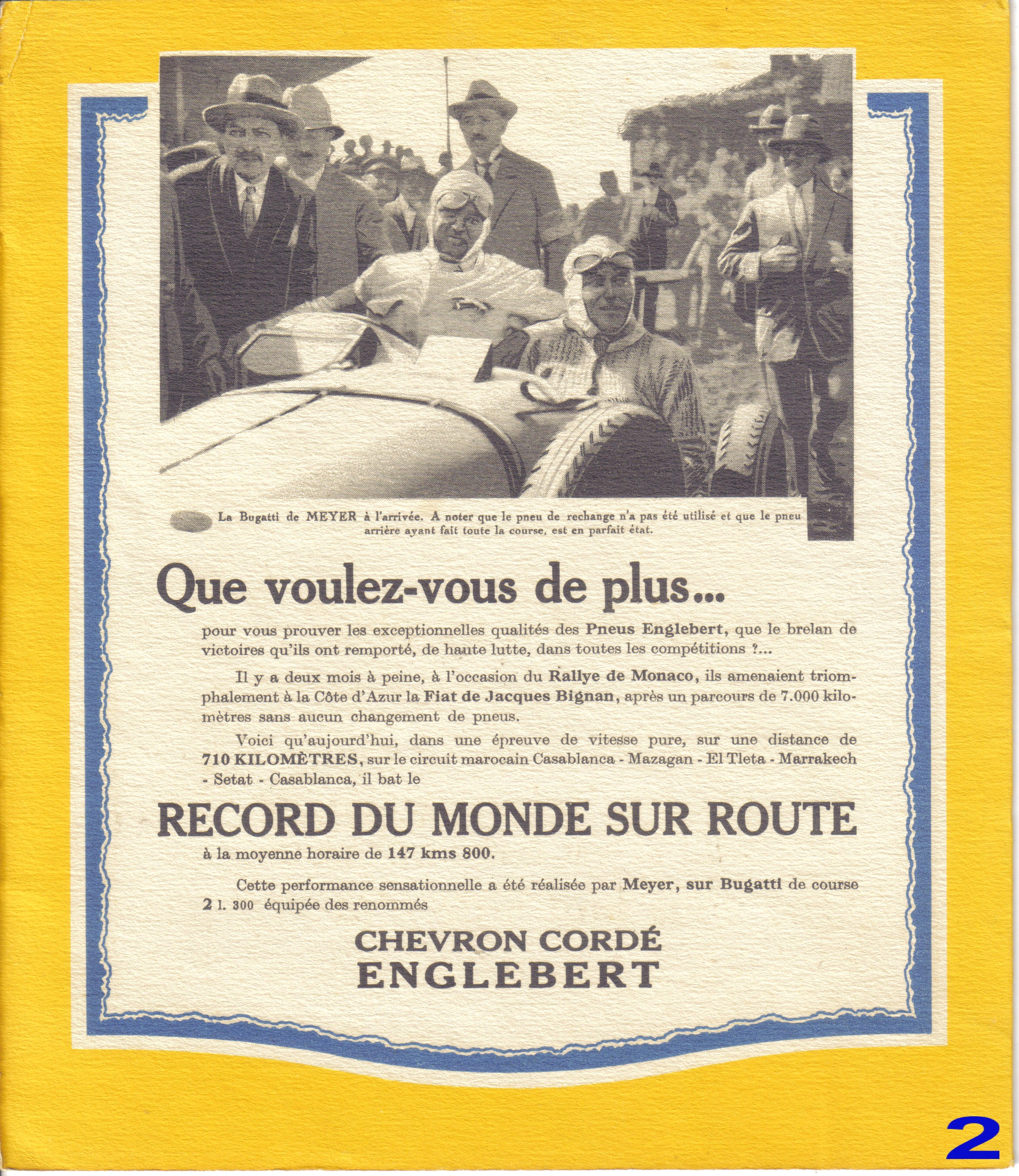
Edouard Meyer Record du monde Triptyque Englebert 2
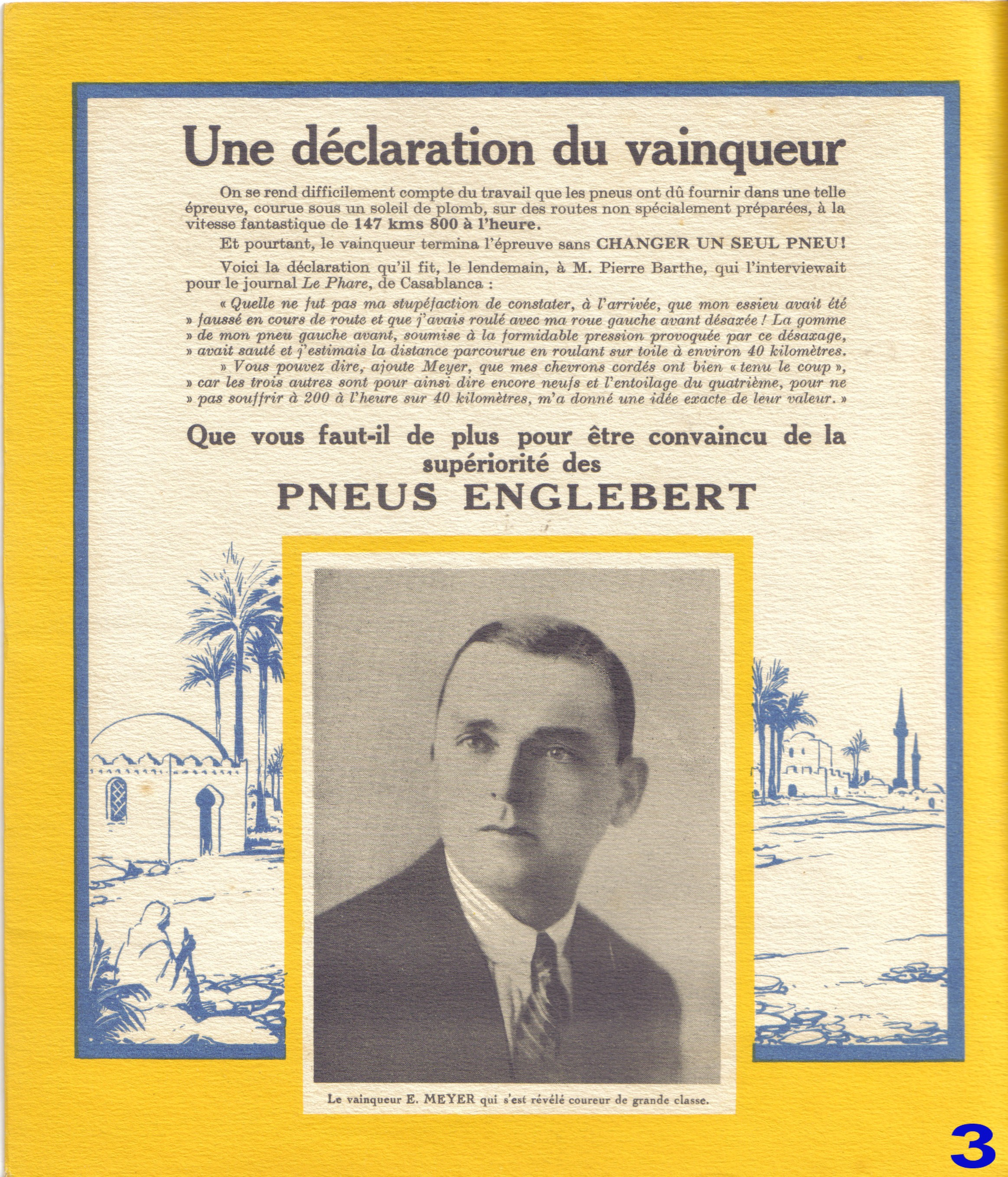
Edouard Meyer Record du monde Triptyque Englebert 3